# Leonie Schwarzer
Leonie Schwarzer (* 1991) ist eine deutsche Journalistin, Hörfunk- und Fernsehmoderatorin.

## Leben
Schwarzer wuchs in Paderborn auf. Sie absolvierte von 2011 bis 2016 ein Bachelorstudium der Journalistik an der Technischen Universität Dortmund sowie von 2016 bis 2020 ein Masterstudium der Politikwissenschaft an der Freien Universität Berlin. Für die Deutsche Presse-Agentur war sie von 2012 bis 2013 zunächst als Praktikantin, später als freie Autorin tätig. Von 2013 bis 2014 absolvierte sie ein Volontariat bei Radio MK, für das sie bis 2017 als Moderatorin und Nachrichtenredakteurin tätig war.
Seit Anfang 2017 ist Schwarzer für den Rundfunk Berlin-Brandenburg tätig. Zunächst als Multimedia-Redakteurin für Brandenburg aktuell, von Juni 2017 bis September 2022 als Redakteurin und Reporterin für das rbb24 Inforadio und Fritz sowie zwischen September 2020 und September 2022 als Host des Podcasts Newsjunkies des rbb24 Inforadios. Ab August 2021 war sie zudem vertretungsweise als Hörfunk-Korrespondentin im ARD-Hauptstadtstudio tätig. Im September 2022 wurde sie landespolitische Korrespondentin für Berlin beim Rundfunk Berlin-Brandenburg. Ab Anfang 2024 moderierte sie das von rbb24 produzierte Politik & wir auf Twitch.
Seit 20. Dezember 2024 ist Schwarzer als Nachfolgerin von Eva-Maria Lemke Moderatorin der rbb24 Abendschau.